# تالار شهر چارلستون (کارولینای جنوبی)
تالار شهر چارلستون (به انگلیسی: Charleston City Hall)، ساختمانی که توسط گابریل مانیگو طراحی شده است، در سال ۱۸۱۹ توسط شهر خریداری شد و از آن زمان به عنوان تالار شهر چارلستون مورد استفاده قرار گرفته است. این بنا را به دومین تالار شهر در ایالات متحده با طولانی‌ترین دوره خدمت تبدیل کرده است (تنها پس از تالار شهر نیویورک).
محل کنونی تالار شهر در سال ۱۷۳۹ یک بازار گوشت بود، اما این بازار در آتش‌سوزی سال ۱۷۹۶ تخریب شد و قطعه زمین در گوشه خیابان در سال ۱۸۰۰ به شعبه چارلستون نخستین بانک ایالات متحده واگذار شد. ساخت و ساز بانک تحت نظارت ادوارد مگراث و جوزف نیکولسن (نجارها) و اندرو گوردون (بنا) انجام شد.

## بازسازی‌های ۱۸۸۲
در حالی که ساختمان در سال ۱۸۸۲ در حال تعمیر بود، شهردار در مارکت هال مستقر شد و دیگر مقامات شهری از ساختمان یونیون بانک در خیابان ایست بی و هتل میلز هاوس کار می‌کردند. ساختمان در سال ۱۸۸۲ تغییر یافت، زمانی که گچ‌کاری بر روی آجرکاری‌های قبلی انجام شد و یک سقف فلزی به آن اضافه گردید. فضای داخلی ساختمان در آن زمان به‌طور کامل بازسازی شد و اتاق‌های کنونی شورای شهر در طبقه دوم ساخته شدند. هنری اولیور به عنوان پیمانکار ۱۴٬۰۰۰ دلار دستمزد دریافت کرد. پروژه ۱۸۸۲ سه هدف اصلی داشت: ۱) سقف جدید، ۲) جای دادن تمامی دفاتر شهر، و ۳) دسترسی راحت عموم. کار از اول مه ۱۸۸۱ آغاز شد و فضای داخلی به‌طور کامل تخریب شد و تنها دیوارهای بیرونی باقی ماندند.
ظاهر فعلی تالار شهر به سال ۱۸۸۲ بازمی‌گردد، زمانی که تعمیرات و نوسازی‌های قابل توجهی در آن انجام شد. اتاق‌های شورا ۲۵ در ۴۵ فوت با ارتفاع ۲۲ فوت هستند. این اتاق در سال ۱۸۸۲ با فرش پوشانده شد و صندلی شهردار در سمت جنوبی قرار گرفت، با میزهای چوبی گردوی سیاه که به صورت نیم‌دایره‌ای برای اعضای شورای شهر چیده شده بودند. یک گالری با نرده فلزی از شمال، شرق و غرب مشرف به اتاق است. نمای بیرونی ساختمان نیز در سال ۱۸۸۲ تغییر کرد. آجرکاری‌های نمایان گچ‌کاری شدند، دیوارها پنج فوت بلندتر شدند و سقف جدیدی نصب گردید. پنجره‌ها به پنجره‌های فرانسوی با قاب‌های گردویی تغییر یافتند.

## آسیب‌های زلزله ۱۸۸۶ و ترمیم‌های بعدی
اتاق‌های شورا پس از زلزله ۱۸۸۶ با کارهای چوبی معماری ویکتوریایی دوباره تغییر یافتند. زلزله ۱۸۸۶ به نمای بیرونی آسیب رساند و حتی در سال ۱۸۹۷ نیز تکه‌های بزرگ مرمر شکسته و از ساختمان جدا شدند. سیستم گرمایش در ۹ نوامبر ۱۸۹۷ منفجر شد و آب نیز به داخل ساختمان نفوذ کرد. شایعاتی مبنی بر بررسی تخریب ساختمان توسط شورای شهر منتشر شد که روزنامه محلی آن را «نه یک زینت و نه یک نشانه» توصیف کرد که به سرعت در حال تبدیل شدن به «یک تله مرگ واقعی» بود. کمیته‌ای که وظیفه تصمیم‌گیری در مورد واکنش را بر عهده داشت، تخریب و جایگزینی تالار شهر را ترجیح داد و شورای شهر نیز با رأی unanimous (همگانی) با آن موافقت کرد، اما هزینه ساخت یک جایگزین مناسب برای گوشه برجسته ساختمان، باعث شد تا به جای تخریب، مرمت آن در دستور کار قرار گیرد.
قراردادها در اوت ۱۸۹۸ برای دور جدیدی از تعمیرات و بهبودها به امضا رسیدند. کارهای سال ۱۸۹۸ شامل پوشش مجدد ساختمان با سیمان بود. بخاری‌های جدید نیز نصب شدند و پیکربندی دفاتر تغییر یافت. طرحی برای افزودن دو طبقه به نمای شمالی پیشنهاد شد، اما این تغییر کنار گذاشته شد. مقامات در اواخر فوریه ۱۸۹۹ به ساختمان تعمیر شده بازگشتند.
در سال ۲۰۰۳، مقامات شهری بحث دربارهٔ بازسازی ساختمان را آغاز کردند و خاطرنشان کردند که تعمیرات پس از زلزله ۱۸۸۶ به خوبی انجام نشده بود. هزینه مورد انتظار برای تعمیر ساختمان و مقاوم‌سازی آن در برابر آسیب‌های احتمالی زلزله‌های آینده، ۵ میلیون دلار برآورد شده بود، اما برخی مقامات گمان می‌کردند که این قیمت بسیار بیشتر از این مقدار خواهد بود. ساختمان پس از بازسازی‌های گسترده در ۱۲ ژوئن ۲۰۰۷ دوباره افتتاح شد.
تالار شهر نقاشی‌های برجسته‌ای را در معرض دید قرار داده است، از جمله پرتره تمام‌قد جرج واشینگتن اثر جان ترامبول و پرتره جیمز مونرو اثر ساموئل مورس.